# Brenda Lee
Brenda Lee (Atlanta, Estados Unidos, 11 de diciembre de 1944) es una cantante estadounidense de rockabilly, country, soul y rhythm & blues. Fue ídolo adolescente durante las décadas de 1950 y de 1960.
Tuvo 37 éxitos durante la década del 60' en los Estados Unidos, una cifra sólo superada por Elvis Presley, The Beatles, Ray Charles y Connie Francis. Es conocida por sus éxitos 'I'm Sorry' (1960) y 'Rockin' Around the Christmas Tree' (1958), que se convirtió en una canción navideña tradicional en Estados Unidos y 65 años después de su lanzamiento, en 2023, alcanzó número uno en el Billboard Hot 100, batiendo algunos récords.

## Los comienzos
Brenda Mae Tarpley nació el 11 de diciembre de 1944 en Atlanta y a muy temprana edad ya destacaba en certámenes de talentos infantiles: participó en el Master Worker’s Quartet (conjunto góspel de su iglesia), intervino durante casi un año en el programa de radio Starmakers Revue y participó en algunos programas de la televisión local por los que ni ella ni su familia cobraron ni un centavo. En 1956, a los 12 años, debutó arrasando en las listas con temas como ‘Jambalaya’, ‘Bigelow 6-200′ o ‘I’m Gonna Lasso Santa Claus’. Los éxitos se suceden con ‘Little Jonah’ o ‘Dynamite’. Este último le dio el apodo de “Miss Little Dynamite”. Y, siendo tan sólo una niña, consiguió convertirse en un ídolo adolescente, gracias a su poderosa voz de cantante veterana.

## Artista internacional

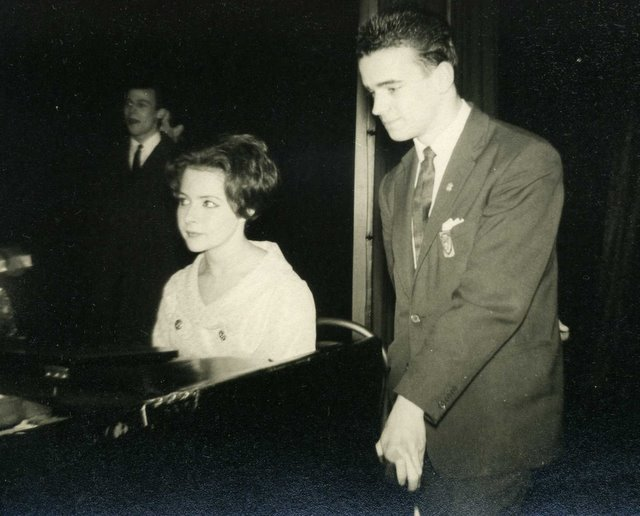
Brenda Lee junto a Peter Denton

Al tiempo que alcanzaba todos los tops de las listas country, empezaron a surgir temas con otras influencias que le abrieron las puertas del triunfo internacional, con míticas grabaciones como ‘Sweet Nothin's’ o ‘I'm Sorry’. Su corta edad le supuso cientos de problemas para actuar en muchos lugares, sobre todo en Europa, pero la publicidad que generaban muchas veces las mentiras de sus promotores hacía que las ventas y el éxito se multiplicara. Así, llegó a convertirse en una estrella internacional con las actuaciones ininterrumpidas en Francia, Italia, Alemania, Gran Bretaña... Con ‘One Rainy Night in Tokyo’, grabada en Nashville, conquistó los corazones nipones en 1965 y comenzó su gira por Japón, lo que dio lugar al LP grabado en directo ‘Live in Tokyo’. Más adelante, se editó exclusivamente en Japón un EP de temas navideños, y poco después grabó en ese país el álbum ‘Just for You, Something Nice’.

## Teatro y cine
Su primera aparición en el cine fue en ‘Two Little Bears’ en 1961, con un pequeño papel junto a Eddie Albert y Jane Wyatt donde interpretaba ‘Speak To Me Pretty’, canción que alcanzó grandes ventas en el Reino Unido. En 1962 intervino en la versión teatral de ‘Bye Bye Birdie’ con el papel protagonista de Kim, y un año más tarde hizo de Dorothy en The Wizard of Oz. En 1980 intervino en la gran pantalla con otro corto papel en Smokey and the Bandit II (traducida como Vuelven los caraduras) y con la canción ‘Again and Again’.

## Discografía
- 1959 Grandma, What Great Songs You Sang!
- 1960 Brenda Lee
- 1960 This Is...Brenda
- 1961 All the Way
- 1961 Emotions
- 1961 Miss Dynamite
- 1962 Brenda, That's All
- 1962 Sincerely, Brenda Lee
- 1962 The Show for Christmas Seals
- 1963 All Alone Am I
- 1963 Love You
- 1964 By Request
- 1964 Let Me Sing
- 1964 Merry Christmas from Brenda Lee
- 1964 Songs Everybody Knows
- 1965 The Versatile Brenda Lee
- 1965 Too Many Rivers
- 1966 Bye Bye Blues
- 1966 Coming on Strong
- 1967 Here's Brenda Lee
- 1967 Reflections in Blue
- 1968 Call Me
- 1968 For the First Time
- 1968 Good Life
- 1968 Let It Be Me
- 1969 Johnny One Time
- 1972 A Whole Lotta
- 1973 Brenda
- 1974 New Sunrise
- 1975 Now
- 1977 L.A. Sessions
- 1980 Even Better
- 1980 Take Me Back
- 1983 Kriss, Willie, Dolly and Brenda...The Winning...
- 1984 Love Songs Just for You
- 1994 Wiedersehn Ist Wunderschon
- 1997 Live Dynamite
- 2000 Miss Dynamite Live
- 2002 Sweet Nothings
- 2004 Little Miss Dynamite in Concert (en directo)